# Marcello Nizzoli

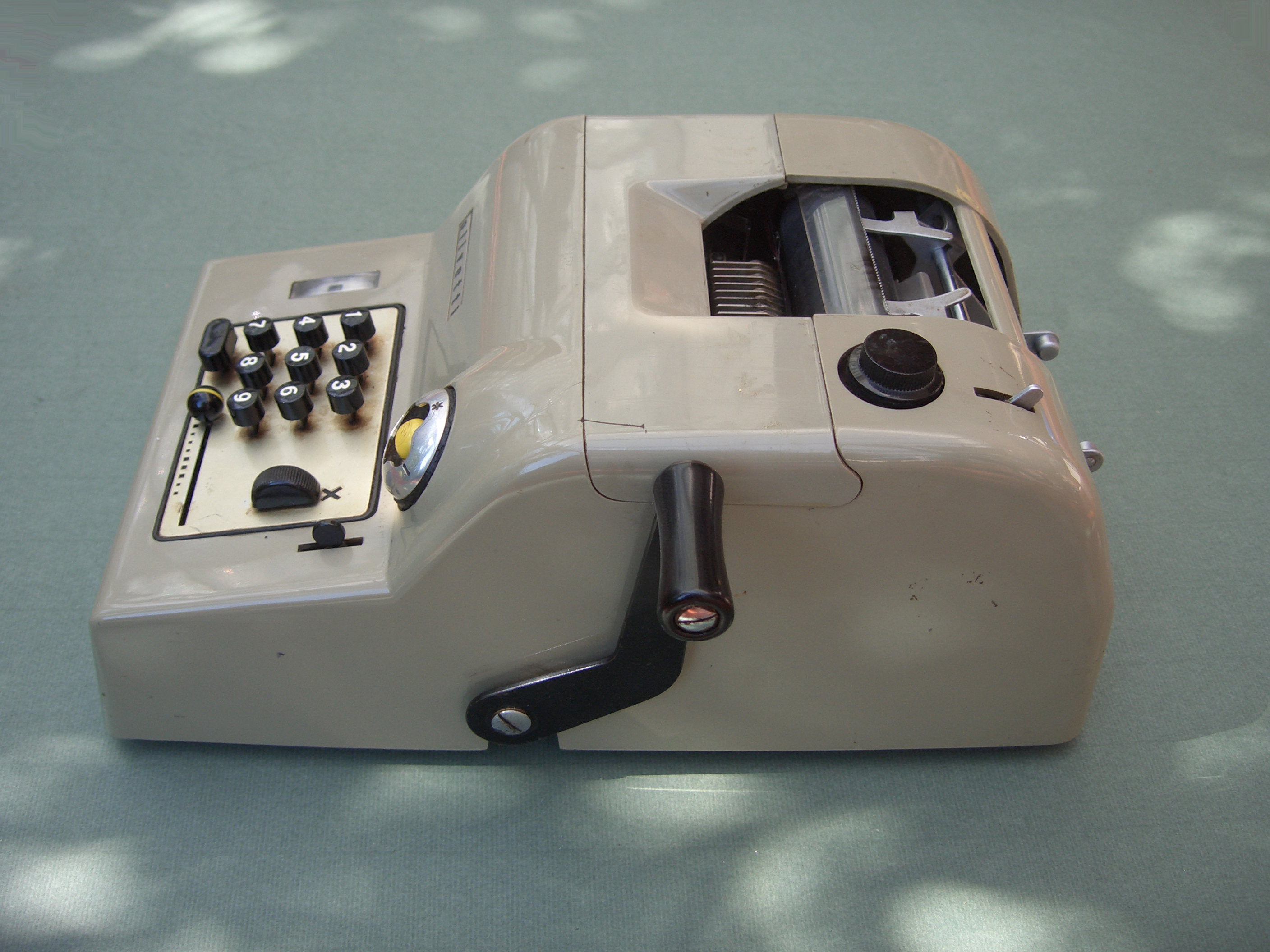
Kalkulator manualny zaprojektowany przez Marcello Nizzoli

Marcello Nizzoli (ur. 2 stycznia 1887 w Boretto, zm. 1969 w Camogli) – włoski projektant i architekt.

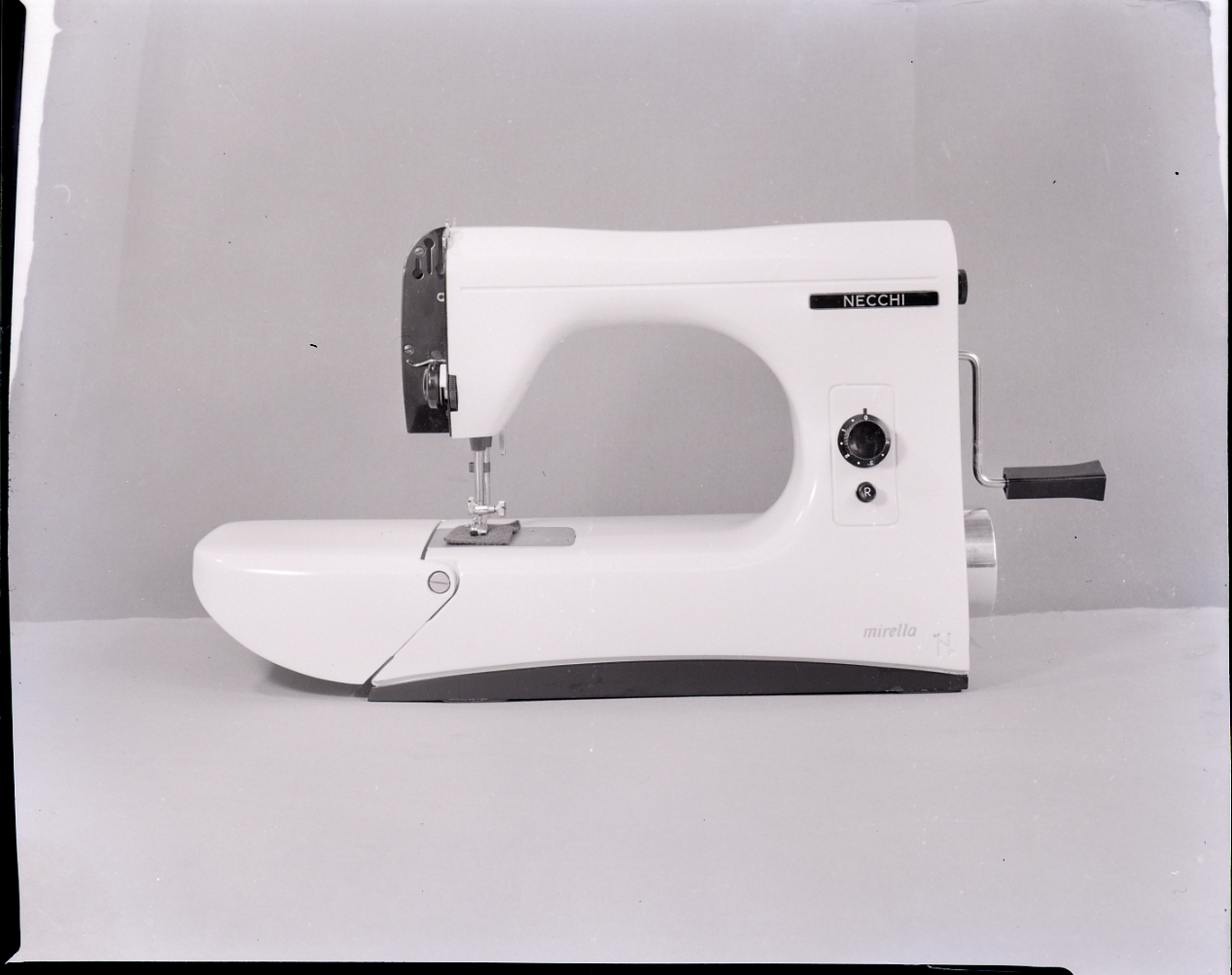
Maszyna do szycia Mirella zaprojektowany przez Marcello Nizzoli dla V. Necchi Spa, Compasso d'oro nagroda 1957. Zdjęcia Paolo Monti, 1960.

## Życiorys
Zaprojektował m.in. maszynę do pisania Lexicon 80 (1948). Znany jest głównie z nowatorskich projektów maszyn biurowych dla firmy Olivetti. Jako architekt zaprojektował biurowiec przy Via Clerici w Mediolanie oraz dzielnicę Canton Vasco w Ivrea.